# Communauté de communes Jabron-Lure-Vançon-Durance
Die Communauté de communes Jabron-Lure-Vançon-Durance ist ein französischer Gemeindeverband mit der Rechtsform einer Communauté de communes in den Départements Alpes-de-Haute-Provence und Drôme der Regionen Provence-Alpes-Côte d’Azur und Auvergne-Rhône-Alpes. Sie wurde am 13. Dezember 2016 gegründet und umfasst 14 Gemeinden. Der Sitz der Verwaltung befindet sich im Ort Salignac. Die Besonderheit liegt in der Département- und Regions-übergreifenden Struktur der Mitgliedsgemeinden.

## Historische Entwicklung
Der Gemeindeverband entstand mit Wirkung vom 1. Januar 2017 durch die Fusion der Vorgängerorganisationen
Communauté de communes Lure Vançon Durance und Communauté de communes de la Vallée du Jabron.

## Mitgliedsgemeinden
| Gemeinde                                          | Einwohner 1. Januar 2022 | Fläche km² | Dichte Einw./km² | Code INSEE | Postleitzahl | Region                     | Département             |
| ------------------------------------------------- | ------------------------ | ---------- | ---------------- | ---------- | ------------ | -------------------------- | ----------------------- |
| Aubignosc                                         | 624                      | 14,74      | 42               | 04013      | 04200        | Provence-Alpes-Côte d’Azur | Alpes-de-Haute-Provence |
| Bevons                                            | 256                      | 11,26      | 23               | 04027      | 04200        | Provence-Alpes-Côte d’Azur | Alpes-de-Haute-Provence |
| Châteauneuf-Miravail                              | 75                       | 19,70      | 4                | 04051      | 04200        | Provence-Alpes-Côte d’Azur | Alpes-de-Haute-Provence |
| Châteauneuf-Val-Saint-Donat                       | 529                      | 21,10      | 25               | 04053      | 04200        | Provence-Alpes-Côte d’Azur | Alpes-de-Haute-Provence |
| Curel                                             | 59                       | 10,45      | 6                | 04067      | 04200        | Provence-Alpes-Côte d’Azur | Alpes-de-Haute-Provence |
| Les Omergues                                      | 128                      | 34,22      | 4                | 04140      | 04200        | Provence-Alpes-Côte d’Azur | Alpes-de-Haute-Provence |
| Montfort                                          | 333                      | 12,08      | 28               | 04127      | 04600        | Provence-Alpes-Côte d’Azur | Alpes-de-Haute-Provence |
| Montfroc                                          | 101                      | 14,76      | 7                | 26200      | 26560        | Auvergne-Rhône-Alpes       | Drôme                   |
| Noyers-sur-Jabron                                 | 527                      | 56,58      | 9                | 04139      | 04200        | Provence-Alpes-Côte d’Azur | Alpes-de-Haute-Provence |
| Peipin                                            | 1.496                    | 13,15      | 114              | 04145      | 04200        | Provence-Alpes-Côte d’Azur | Alpes-de-Haute-Provence |
| Saint-Vincent-sur-Jabron                          | 168                      | 30,20      | 6                | 04199      | 04200        | Provence-Alpes-Côte d’Azur | Alpes-de-Haute-Provence |
| Salignac                                          | 679                      | 14,42      | 47               | 04200      | 04290        | Provence-Alpes-Côte d’Azur | Alpes-de-Haute-Provence |
| Sourribes                                         | 179                      | 19,75      | 9                | 04211      | 04290        | Provence-Alpes-Côte d’Azur | Alpes-de-Haute-Provence |
| Valbelle                                          | 239                      | 32,99      | 7                | 04229      | 04200        | Provence-Alpes-Côte d’Azur | Alpes-de-Haute-Provence |
| Communauté de communes Jabron-Lure-Vançon-Durance | 5.393                    | 305,40     | 18               | –          | –            | –                          | –                       |